# Бійня

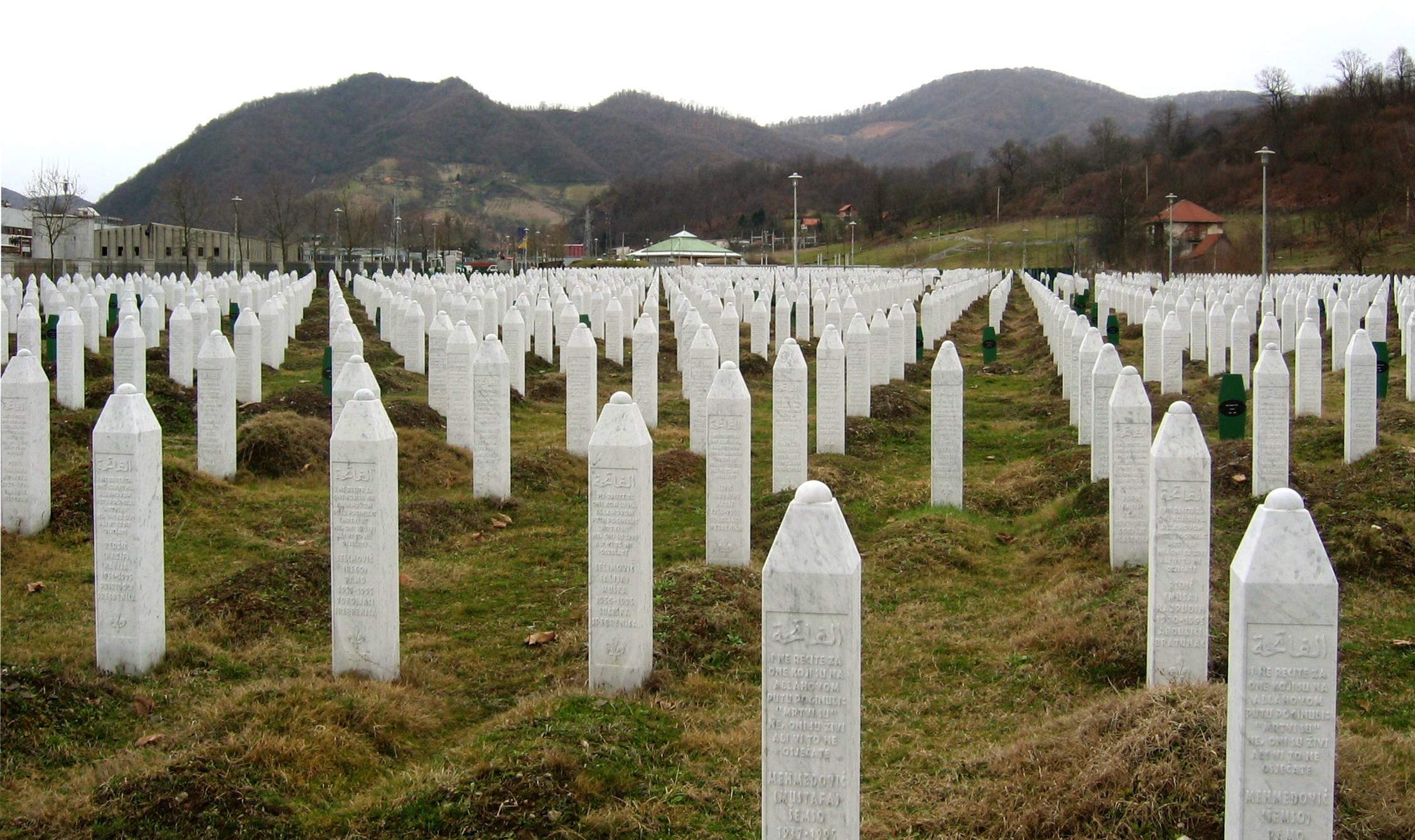
Меморіальний цвинтар жертв Сребреницької різанини

Бійня, також різанина, масакра — навмисне, морально неприйнятне знищення багатьох людей, особливо коли його вчиняє група політичних діячів проти беззахисних жертв.

## Деякі бійні
- Батуринська трагедія
- Бучанська різанина
- Ефеська вечірня
- Катинський розстріл
- Корюківська трагедія
- Небесна сотня
- Полоцькі мученики
- Різанина на Вундед-Ні
- Різанина у Сребрениці
- Стрілянина у Хабікіно
- Трагедія в Налібоках
- Шарпевілльська бійня